# Eleutherodactylus casparii
Eleutherodactylus casparii é uma espécie de anfíbio  da família Eleutherodactylidae.
É endémica de Cuba.
Os seus habitats naturais são: florestas subtropicais ou tropicais húmidas de baixa altitude, plantações , jardins rurais, florestas secundárias altamente degradadas e vegetação introduzida.
Está ameaçada por perda de habitat.